# Ion Barnea
Ion Barnea (n. 13 august 1913, Stănești-Lunca, România – d. 30 ianuarie 2004) a fost un istoric de artă bisericească și arheolog român, membru de onoare al Academiei Române. A fost un istoric preocupat de cercetarea monumentelor paleocreștine din România. A publicat rezultatele a numeroase descoperiri arheologice din fostul teritoriu al Daciei. Cercetări în domeniul arheologiei și istoriei Scythiei Minor din epoca română târzie și cea bizantină (sec. IV-XII) ; săpături la Garvăn-Dinogetia, Isaccea-Noviodunum, Basarabi și Adamclisi-Tropaeum Traiani. A avut contribuții și în domeniul sigilografiei. De asemenea, a fost tatăl profesorului și arheologului Alexandru Barnea.

## Cariera științifică
Prin studiile universitare la București apoi, în 1940, doctoratul la Atena sub conducerea marelui savant G. A. Sotiriou, în limba greacă, cu tema altarului paleocreștin, Ion Barnea a devenit cel mai mare specialist în arheologie creștină din România și din sud-estul Europei. S-a adăugat experiența câștigată la Roma ca bursier (1941-1942) al Accademia di Romania și apoi specializarea la Berlin (1943-1944). Revenit în țară, a devenit membru al Muzeului Național de Antichități (MNA), cu cercetări arheologice la fortificația romano-bizantină Dinogetia (din 1946).
MNA, din 1956, devine secție a noului Institut de Arheologie al Academiei Române, unde Ion Barnea și-a continuat activitatea chiar și după pensionarea forțată la doar 62 ani, în 1975. În 1968 i s-a încredințat conducerea cercetărilor arheologice de la complexul roman Tropaeum Traiani (Adamclisi, județul Constanța), până în 1987.
Între anii 1957-1962 conduce cercetările arheologice de salvare la complexul de biserici bizantine săpate în cretă de la Murfatlar (Basarabi), județul Constanța.
Ion Barnea a avut marele merit de a fi publicat rezultatele tuturor cercetărilor sale. Singur, sau în colaborare, a publicat 11 cărți, cca 200 studii, 70 recenzii, cronici etc. în țară sau în străinătate. Printre cărțile publicate se remarcă Les monuments paléochrétiens de Roumanie, Città del Vaticano, 1977, precum și primele două volume din seria Arta creștină în România, vol. I - sec. III-VI, București, 1979, și vol II - sec. VII-XIII, București, 1981.
Pentru toate aceste merite a fost ales membru de onoare al Academiei Române (în 1999) și decorat de președintele României în 2002 cu Ordinul Național „Serviciul Credincios” în grad de cavaler.

## Opere și contribuții
- Colaborator la tratatul de Istoria României, vol. I, București, 1960 ;
- To palaiohristionikon thysiasterion, Diatribe. En Athenais, 1940, 227;
- Contribuții la studiul creștinismului în Dacia, în RIR, XIII (1942-1943), 3, p. 31-42;
- Relațiile dintre așezarea de la Bisericuța-Garvăn și Bizanț în sec. X-XII,în SCIV, IX (1953), 3-4, p. 641-671.[9]
- Dinogetia, I Așezarea feudală timpurie de la Bisericula- Garvan, București, 1967, p.409
- Din istoria Dobrogei vol. II, 1968, p. 369-500.
- Din istoria Dobrogei vol. III, 1971, p. 7-325;
- Constantin  cel Mare, 1982, p. 5-120;
- Altarul paleocreștin, 2023.